# María del Carmen Lorenz Sos
María del Carmen Lorenz Sos (Castelló de la Plana, 11 de setembre de 1948 és una mestra i política valenciana, diputada en la IV Legislatura de les Corts Valencianes.
Diplomada en magisteri, ha exercit com a professora d'ensenyament primari. Membre del PSPV-PSOE, n'ha estat secretària executiva de la Comissió Executiva Nacional. Fou escollida diputada a les eleccions a les Corts Valencianes de 1995. De 1995 a 1999 ha estat secretària de la Comissió de Sanitat i Consum de les Corts Valencianes. Posteriorment ha continuat dedicant-se a la docència.